# Espora (vegetal)

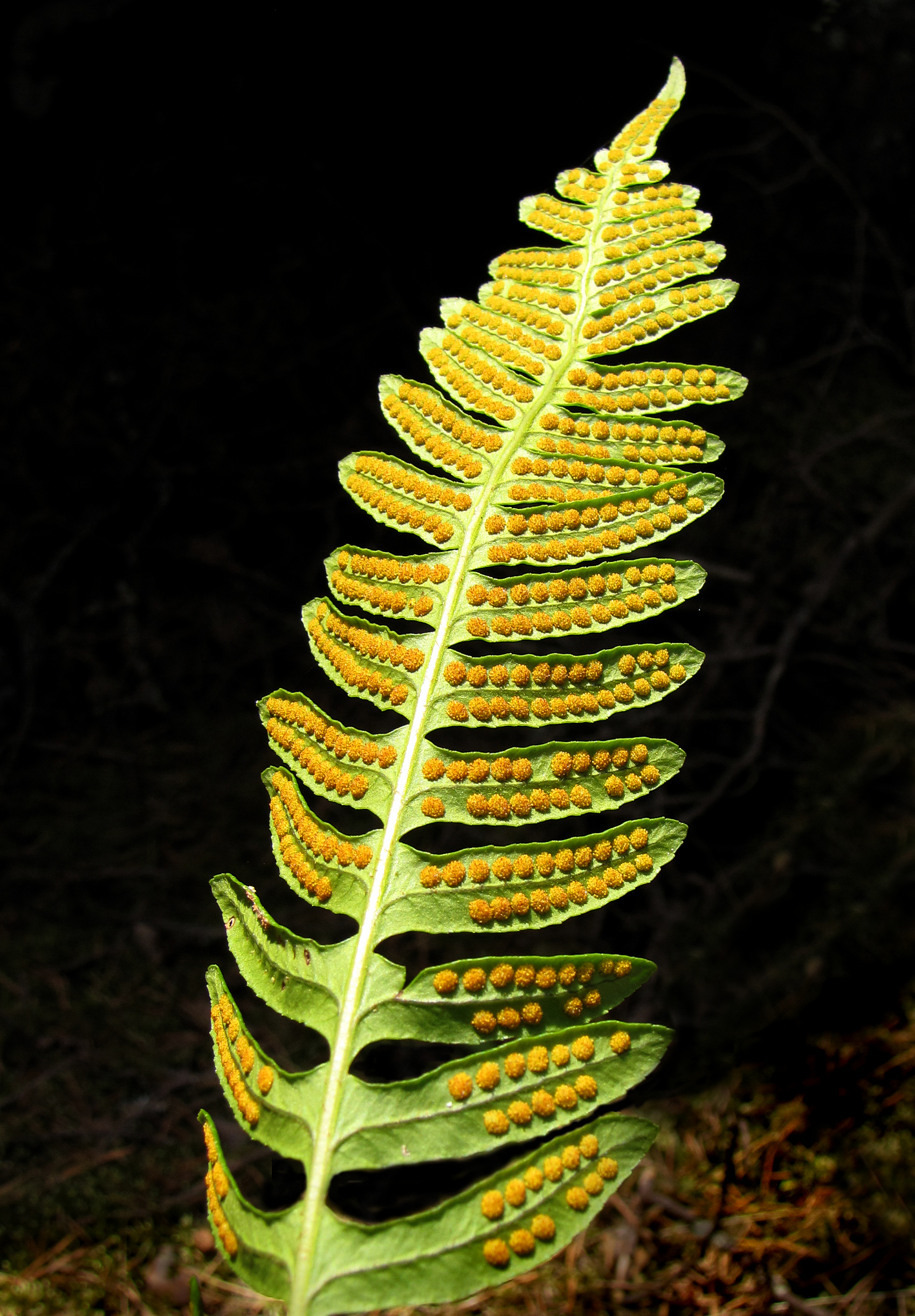
Els soredis sota les fulles de la falguera Polypodium vulgare contenen les espores

En biologia, una espora és una estructura reproductiva que formen alguns vegetals per a dispersar-se pel medi i per a sobreviure a llargs períodes en condicions desfavorables sense algun o diversos factors (especialment l'aigua). Una espora (del grec σπορα, llavor) és un corpuscle reproductor de les plantes criptògames. Les espores són presents a diversos grups de vegetals i formen part del cicle de vida de diverses plantes, com les algues, les molses i les falgueres. L'espora està adaptada per a la dispersió i la supervivència durant llarg temps en condicions desfavorables però té menys substància de reserva que una llavor (que té l'endosperma). L'espora es pot desenvolupar en un nou organisme per divisió mitòtica sense fusionar-se amb una altra cèl·lula produint un gametòfit multicel·lular. Produïda per meiosi per l'esporòfit forma part del cicle de vida de plantes o algues amb alternança de generacions. Les espores es poden classificar per la seva funció (diàspores, clamidòspores, zigòspores, etc.); per origen dins el cicle vital (meiòspora, micròspora, megàspora, etc.) i per mobilitat (zoòspora, aplanòspora, autòspora, etc.).